# Tanytarsus calorifontis
Tanytarsus calorifontis är en tvåvingeart som beskrevs av Ekrem 2002. Tanytarsus calorifontis ingår i släktet Tanytarsus och familjen fjädermyggor.
Artens utbredningsområde är Thailand. Inga underarter finns listade i Catalogue of Life.